# Grewia cyclea
Grewia cyclea är en malvaväxtart som beskrevs av Henri Ernest Baillon. Grewia cyclea ingår i släktet Grewia och familjen malvaväxter. Inga underarter finns listade i Catalogue of Life.